# 新桥镇 (肇庆市)
新桥镇，是中华人民共和国广东省肇庆市高要区下辖的一个乡镇级行政单位。

## 行政区划
新桥镇下辖以下地区：
新桥镇社区、银江村、樟岗村、金库村、长湖村、布塘村、道悦村、沙田村、湾边村、珠江村、赤坎村、广塘村和坭塘村。